# Section des Invalides
La section des Invalides était, sous la Révolution française, une section révolutionnaire parisienne.

## Représentants
Elle était représentée à la Commune de Paris par :
- Pierre Eutrope Gillet-Marie, né à Paris en 1753, paveur demeurant 1465 rue de Bourgogne. Il est guillotiné le 12 thermidor an II (30 juillet 1794),
- Charles Nicolas Leleu, né à Vitry-sur-Marne en 1754, perruquier demeurant 1535 rue Saint-Dominique. Il est guillotiné le 12 thermidor an II,
- Louis Pierre Tessier, né en 1753 ou 1754, mercier, demeurant 1484 rue de Grenelle.

## Historique
La section des Invalides ne changea jamais de nom.

## Territoire
Le 7e arrondissement presque en entier et une partie du 15e.

## Limites
Le bord de la rivière depuis la barrière jusqu’au pont de Louis XVI ; la rue de Bourgogne, à droite, depuis le pont de Louis XVI jusqu’à la rue de Varenne ; le bout de la rue de Varenne, à droite, depuis la rue de Bourgogne jusqu’au boulevard ; le boulevard, à droite, depuis la rue de Varenne jusqu’à la rue de Sèvres ; le côté de la rue de Sèvres, à droite, depuis le boulevard jusqu’à la barrière ; les murs depuis la barrière de Sèvres jusqu’à la rivière.

## Intérieur
Le Gros Caillou, le Château de Grenelle, l’École-Militaire, les Invalides, l’extrémité des rues de Grenelle, de l'Université et Saint-Dominique, etc., ainsi que toutes les rues, places, etc. enclavées dans cette limite.

## Local
La section des Invalides se réunissait dans l’église des Invalides.

## Population
10 400 habitants, dont 770 ouvriers et 1 660 économiquement faibles. La section comprenait 1 100 citoyens actifs.

## 9 Thermidor an II
Lors de la chute de Robespierre, le 9 thermidor an II (27 juillet 1794), la section des Invalides resta fidèle à la Convention nationale, sauf deux de ses représentants, P.E. Gillet-Marie et Charles Leleu qui prêtèrent serment à la Commune de Paris et furent guillotinés le 12 thermidor an II (30 juillet 1794).

## Évolution
Après le regroupement par quatre des sections révolutionnaires par la loi du  19 vendémiaire an IV (11 octobre 1795)  qui porte création de 12 arrondissements, la présente section est maintenue comme subdivision administrative, puis devient, par arrêté préfectoral du 10 mai 1811, le quartier des Invalides (10e arrondissement de Paris).